# Mostra d'Oltremare
La Mostra d'Oltremare a Napoli è una delle principali sedi fieristiche italiane e, assieme alla Fiera del Mediterraneo di Palermo e alla Fiera del Levante a Bari, la maggiore del Mezzogiorno. Si estende su una superficie di 720000 m² comprendente edifici di notevole interesse storico-architettonico, oltre a padiglioni espositivi più moderni, fontane (tra cui la monumentale Fontana dell'Esedra), un acquario tropicale, giardini con una grande varietà di specie arboree e un parco archeologico.

## Posizione e collegamenti
La Mostra sorge nel quartiere napoletano di Fuorigrotta: l'area è connessa col resto della città tramite il sistema integrato di trasporti, grazie alle fermate della Cumana, della linea 6 (Mostra) e della linea 2 della metropolitana, quest'ultima ospitata all'interno della stazione ferroviaria di Campi Flegrei.

## Storia

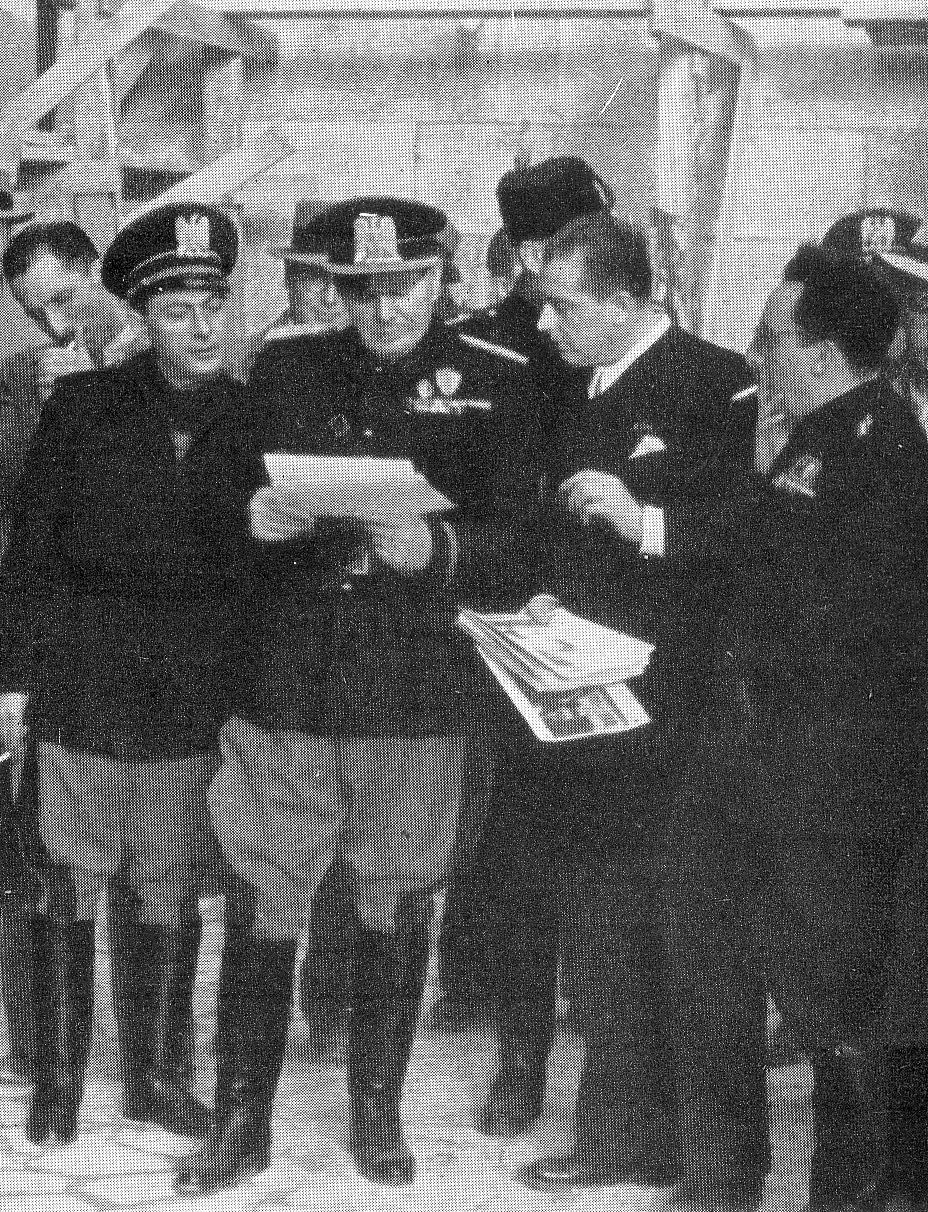
Pietro Capoferri alla Triennale d'Oltremare a Napoli

La Mostra, nata come Triennale d'Oltremare, fu ideata come "Esposizione Tematica Universale", insieme al parco dell'Esposizione Universale di Roma (poi EUR), ed allestita nel 1937, per ospitare una manifestazione diretta a celebrare l'espansione politica ed economica dell'Italia fascista sui mari e nelle cosiddette terre d'oltremare.
A tal fine fu scelta la città di Napoli, che, in virtù della sua posizione centrale nel Mediterraneo, era considerata punto di partenza ideale per l'intraprendente politica coloniale del regime fascista. Il soggetto scelto per la prima mostra fu una "Celebrazione della gloria dell'impero italiano nell'Africa del nord e nel Mediterraneo".
Alla decisione di situare nel capoluogo partenopeo la fiera, seguirono vivaci discussioni in città sull'ubicazione dell'iniziativa: fra le collocazioni proposte si optò infine per la Conca Flegrea - tra Bagnoli e Fuorigrotta - che per la configurazione pianeggiante, la vicinanza al mare ed alle zone archeologiche di Cuma ed Averno, secondo i promotori poteva assolvere meglio di qualunque altro luogo la funzione di polo turistico e commerciale.
Il progetto, in questo modo, si poneva storicamente nell'ambito del più ampio programma per il rilancio della città che Mussolini aveva enunciato sotto lo slogan "Napoli deve vivere" ed aveva articolato nei famosi 5 punti elencati ai cittadini napoletani nel 1931: "Agricoltura, Navigazione, Industria, Artigianato, Turismo".
Inevitabilmente, la costruzione della Mostra influenzò tutto l'ambiente urbano circostante, che, se subì la demolizione dell'antico casale agricolo di Castellana, vide però la realizzazione di un vero e proprio centro direzionale e residenziale, il cui fulcro diventava il moderno Viale Augusto, asse viario a due carreggiate separate da una larga aiuola centrale con palme e pini, strada dall'andamento leggermente ed impercettibilmente curvo, idonea a condurre fino al piazzale d'ingresso alla Mostra.
Per costruire tutta la struttura occorsero appena sedici mesi. Realizzata su oltre 1.000.000 di m², constava di: 36 padiglioni espositivi; un palazzo degli uffici; un'arena all'aperto dalla capienza di più di 10.000 persone; due teatri; una piscina olimpionica; ristoranti e caffè; un parco divertimenti, un parco faunistico ed un acquario tropicale; una preesistente zona archeologica d'epoca romana, inclusa all'interno del perimetro.
La Mostra riproponeva nel suo assetto architettonico le caratteristiche delle colonie d'Oltremare - in un contesto di evidente propaganda imperiale del regime - ed era concepita secondo i modelli dell'architettura del verde; il complesso infatti si configurò fin dall'inizio come un ambiente pittoresco ed oggi può essere considerato come un episodio significativo di convivenza delle diverse dottrine artistiche dell'epoca.
Questo colossale impianto ornamentale, sistemato ad integrazione delle architetture, subito presentò aspetti innovativi e contraddittori, in quanto fu proprio il vasto repertorio di carattere provvisorio a rappresentare un ruolo significativo d'avanguardia, rispetto ad opere d'arte vere e proprie, assumendo una funzione primaria di omologazione con gli spazi dell'intero complesso.
Inaugurata ufficialmente il 9 maggio 1940, dall'on. Vincenzo Tecchio, allora presidente della Mostra ed alla presenza di re Vittorio Emanuele III, la "I Mostra Triennale delle Terre Italiane d'Oltremare" terminò appena un mese dopo, a causa dell'inizio della II guerra mondiale e dei susseguenti bombardamenti che la colpirono con il 60% degli edifici che subì ingenti danni.
Tale imprevisto evento determinò la totale chiusura dell'area, che fu lasciata in totale stato di abbandono alla fine del conflitto, a causa di motivi economici ma anche di tipo ideologico.
Nel 1948 l'"ente Mostra Triennale delle Terre Italiane d'Oltremare" fu trasformato in "ente Mostra d'Oltremare e del Lavoro Italiano nel Mondo", iniziando la ricostruzione per la riapertura. Ciò avvenne l'8 giugno 1952, quando si spalancarono le porte della "I Mostra Triennale del Lavoro Italiano nel Mondo"; gli ingenti danni provocati dalla guerra erano stati, nel frattempo, riparati: gli edifici, distrutti o semidistrutti, erano stati restaurati o ricostruiti, il ciclo ornamentale preesistente era stato opportunamente ripristinato e arricchito, così come l'immenso parco arboreo.
La nuova funzione dell'ente fieristico venne inizialmente identificata in quella di organizzare mostre documentarie sulle attività ed il lavoro italiano nel mondo, nonché in quella di perseguire finalità idonee alla promozione ed alla valorizzazione economica e turistica della città. Il fallimento economico della manifestazione, provocò un aggravamento della situazione finanziaria già molto precaria, che risultò irrimediabilmente compromessa e causò l'annullamento di tutti i progetti intrapresi.
La Mostra fu di nuovo chiusa, se non per alcuni spazi ed alcuni periodi; ciò diede avvio, soprattutto a partire dagli anni sessanta, ad un lungo ed inesorabile processo di spoliazione e decadimento, caratterizzato dall'uso parziale e improprio di molte strutture, dall'incuria delle zone a verde e, in particolare, dai danni provocati dall'occupazione dei suoli su cui vennero arbitrariamente insediati gli sfollati del terremoto del 1980, senza alcun rispetto per l'opera, all'insegna di una diffusa condizione di degrado, che raggiunse l'apice all'inizio degli anni novanta.

### Attualità e futuro

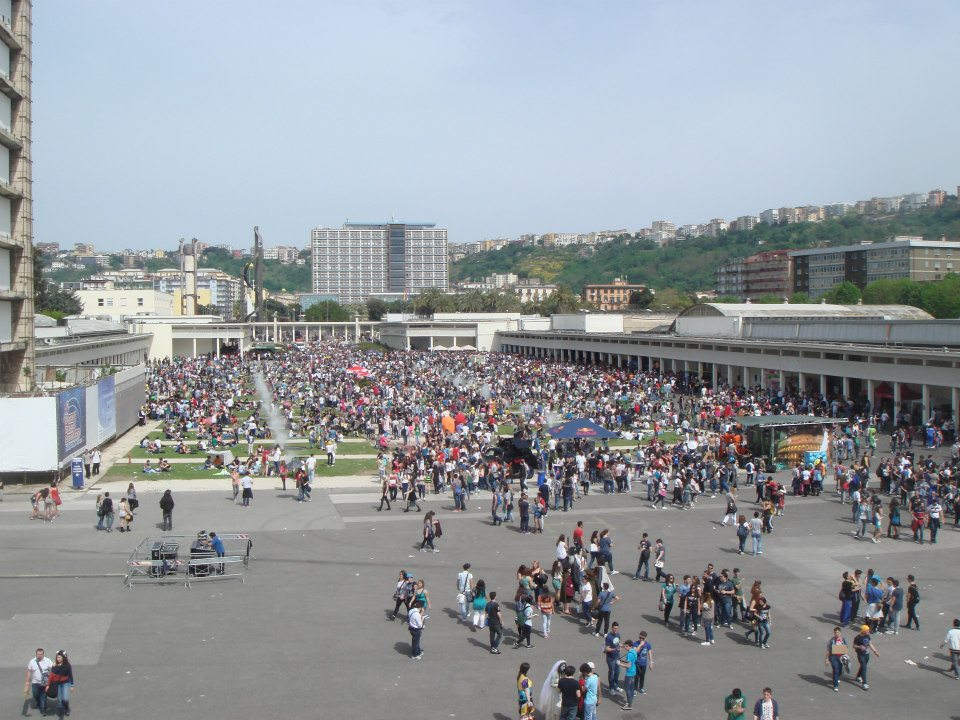
Piazzale Colombo visto dal Teatro Mediterraneo (Napoli Comicon 2013)

Dal gennaio 1999, il prezioso complesso fieristico, parte integrante del patrimonio storico-artistico della città, poté assurgere a nuova vita.
L'Ente nel 2001 diviene '"Mostra d'Oltremare Spa", nuova società di gestione, partecipata da Comune di Napoli, Regione Campania, Provincia di Napoli e Camera di commercio di Napoli, e ha dato inizio ad un sensibile programma di riqualificazione e valorizzazione, congiunto a un progetto di sviluppo economico-aziendale.
L'intera area fieristica è stata sottoposta ad un'opera di profonda ristrutturazione che l'ha riportata nuovamente al livello di polo fieristico di interesse nazionale ed internazionale ed ora si sta per completare la sistemazione del nuovo Parco della cultura e del tempo libero, che, accanto al Parco Archeologico, al Parco Congressuale ed a quello Fieristico, rappresenterà uno dei quattro ambiti, quello più nuovo e innovativo, in cui si dividerà la Mostra in futuro.
Sempre più aperta anche ai cittadini, oltre che dei visitatori, la Mostra vedrà sorgere al suo interno due moderni alberghi ed altre strutture che consentano al pubblico di dimorarvi e di poter fruire dell'area fieristica e dei numerosi monumenti di architettura contemporanea, fra cui l'Arena Flegrea - dove si svolgono numerosi festival (tra cui il Premio Carosone) - il Teatro Mediterraneo, la piscina olimpionica e la maestosa Fontana dell'Esedra.
Dall'anno 2010 è sede della fiera annuale dedicata al fumetto e all'animazione Napoli Comicon.
Dal 2003 è sede fissa dell'evento internazionale Pizzafest.
Nel 2019 ha ospitato il media center e la sede dell'ufficio stampa della XXX Universiade, oltre ad alcuni eventi sportivi. Presso la piscina Fritz Dennerlein si sono tenute le gare di tuffi mentre i padiglioni 3 e 6 hanno ospitato, rispettivamente, le competizioni di tiro a segno e judo.

## Padiglioni e altri elementi architettonici
Il parco della Mostra costituisce uno dei più pregevoli complessi architettonici del Razionalismo italiano prebellico e postbellico. La semplicità planimetrica del piano particolareggiato dell'area, progettato da Marcello Canino nel 1938, si contrappone al coevo EUR di Marcello Piacentini. Quest'ultimo è caratterizzato dalla spinta monumentale voluta dal regime. La Mostra è impostata su uno schema planimetrico che richiama l'impianto ippodameo della città consolidata attraverso tre assi che fungono da decumani e raccordati da assi che sostituiscono i cardini e al termine di essi sorge un padiglione che spezza la linearità dei tracciati. Questo atteggiamento progettuale dell'impianto da parte di Canino si mette in evidenza che Napoli, nonostante i rigurgiti neoeclettici, abbia comunque assorbito la lezione teorica del Movimento Moderno declinandolo alla sua situazione geografica. Il complesso fu fortemente danneggiato durante la Seconda Guerra Mondiale e a cavallo tra gli anni Quaranta e gli anni Cinquanta fu restaurata impiegando quasi tutti gli stessi progettisti che parteciparono nel 1938. Ulteriori danni avvennero dopo il sisma del 1980 quando buona parte degli spazi espositivi venne destinata ad ospitare gli sfollati, in questa occasione di emergenza vennero demoliti alcuni padiglioni rappresentativi del moderno napoletano come le serre botaniche di Carlo Cocchia e l'arena flegrea, demolita alla fine degli anni Ottanta e ricostruita nuovamente da Giulio De Luca dopo l'impossibilità di recuperare la danneggiata arena del 1938.

### Palazzo Canino (ex Palazzo degli Uffici)

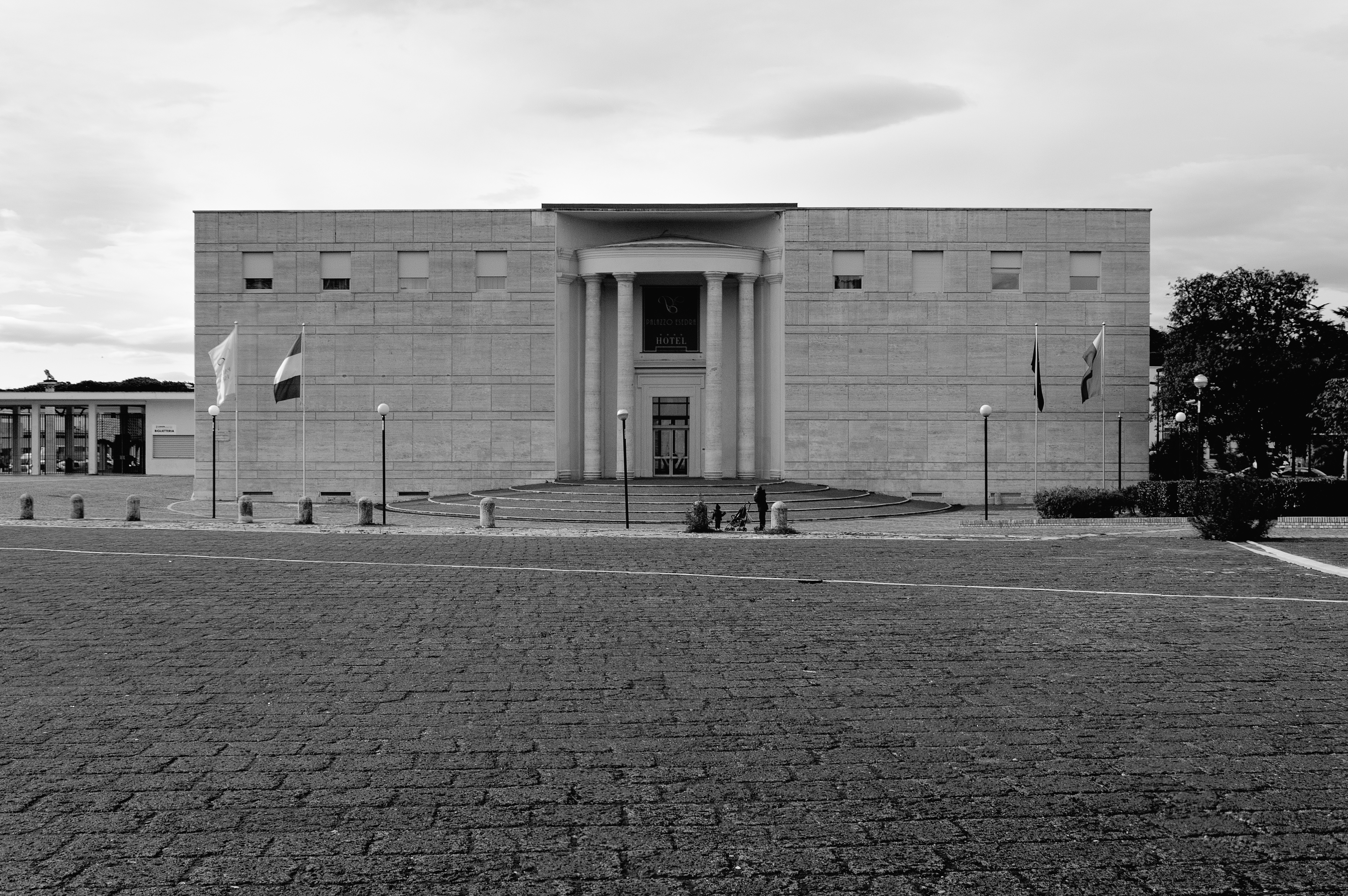
Palazzo degli Uffici.

Costituisce la testata d'angolo dell'ingresso principale. Fu progettato da Marcello Canino nel 1930 e ricostruito nella parte posterione nel 1952 da Delia Maione e attualmente restaurato da Luigi Casalini che lo ha rifunzionalizzato in albergo. L'edificio si configura come un blocco compatto a tre livelli in tufo e rivestito da travertino; al centro c'è il taglio a tutt'altezza dell'androne di accesso ornato da un pronao colonnato semiellittico. L'interno è caratterizzato dalla successione di tre corti che richiamano la domus romana. Gli interni sono decorati da affreschi di Emilio Notte e Franco Girosi.

### Torre delle Nazioni (ex Torre del Partito Nazionale Fascista)

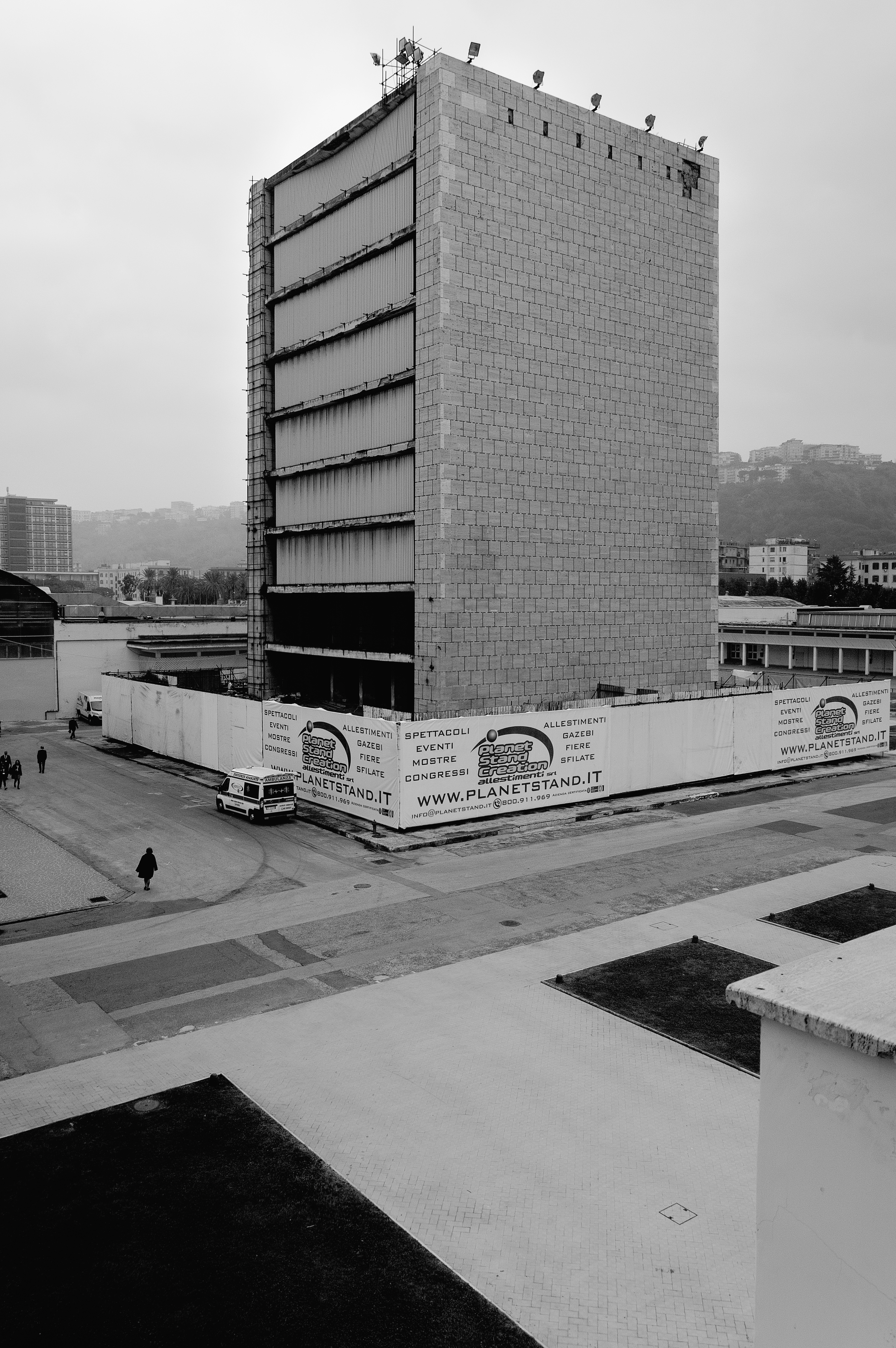
Torre delle Nazioni.

Realizzata nel 1940 da Venturino Ventura dopo aver vinto il concorso. La torre è un tozzo parallelepipedo di lato 24,50 metri per 42 metri di altezza, si appoggia su un basamento, decorata in origine da bassorilievi che esaltavano il regime ad opera di Pasquale Monaco e Vincenzo Meconio; la struttura è caratterizzata dalla presenza di due fronti pieni in travertino che si alternano ai prospetti svuotati. L'interno è caratterizzato come un unico ambiente servito dal blocco ascensori e scale situato al centro. Interessante è il gioco degli sbalzi in calcestruzzo armato dei solai, all'epoca considerati arditi per la tecnologia di calcolo disponibile. Attualmente è in fase di recupero su progetto dello studio Corvino+Multari.

### Il Teatro Mediterraneo (ex Palazzo dell'Arte)

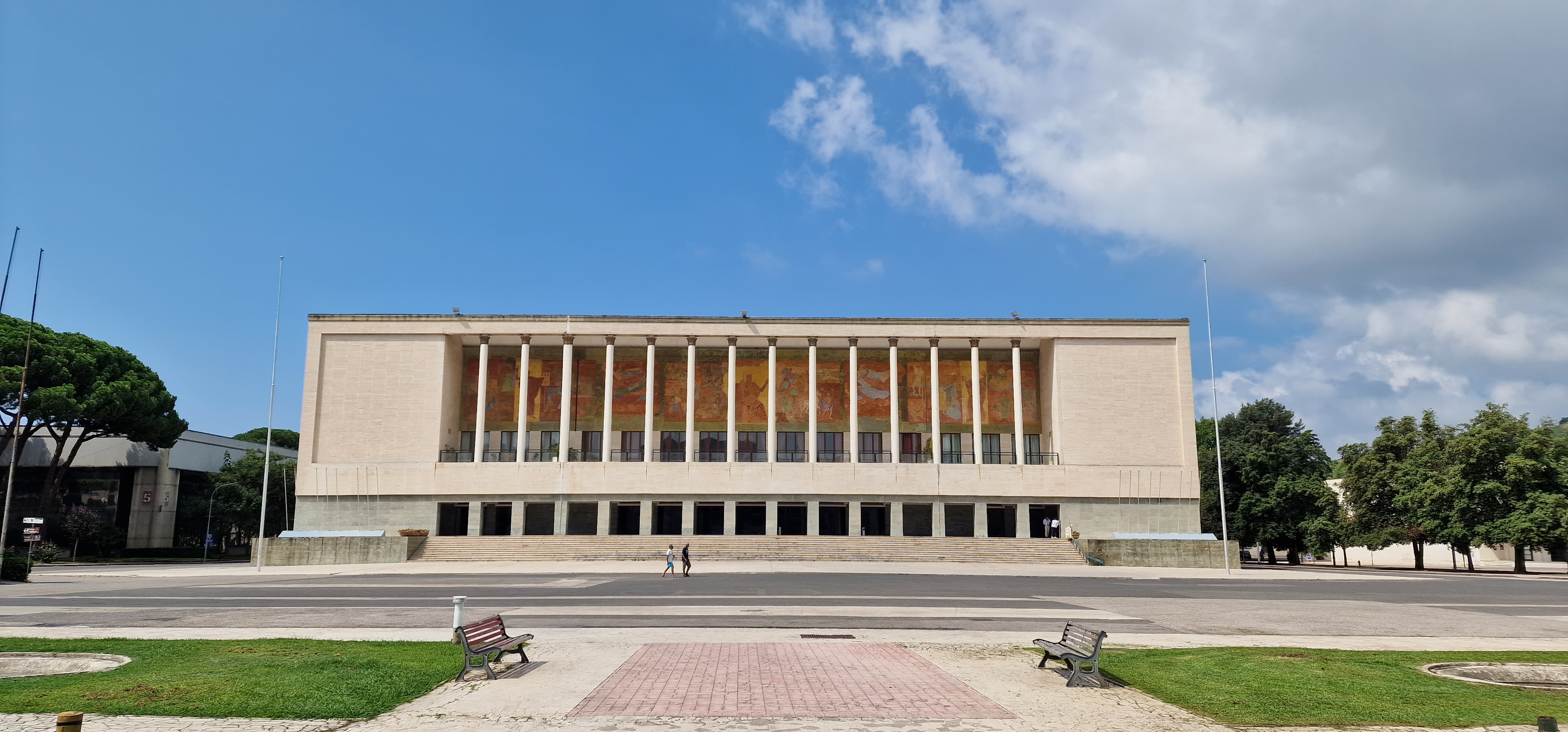
Teatro Mediterraneo.

È il risultato di un concorso nazionale che vide protagonisti progettisti con diverse impostazioni linguistiche e architettoniche ed è impostato ad assorbire il fondale scenico dell'asse principale. Il gruppo di progettisti fu composto da Nino Barillà, Vincenzo Gentile, Filippo Mellia e Giuseppe Sanbito, gli interni furono curati da Luigi Piccinato che intervenne sia nella versione del 1940 e sia nel 1952. Attualmente è stato restaurato da Cherubino Gambardella e sono stati recuperati il palcoscenico e i camerini nel 2009.

### Ristorante con piscina

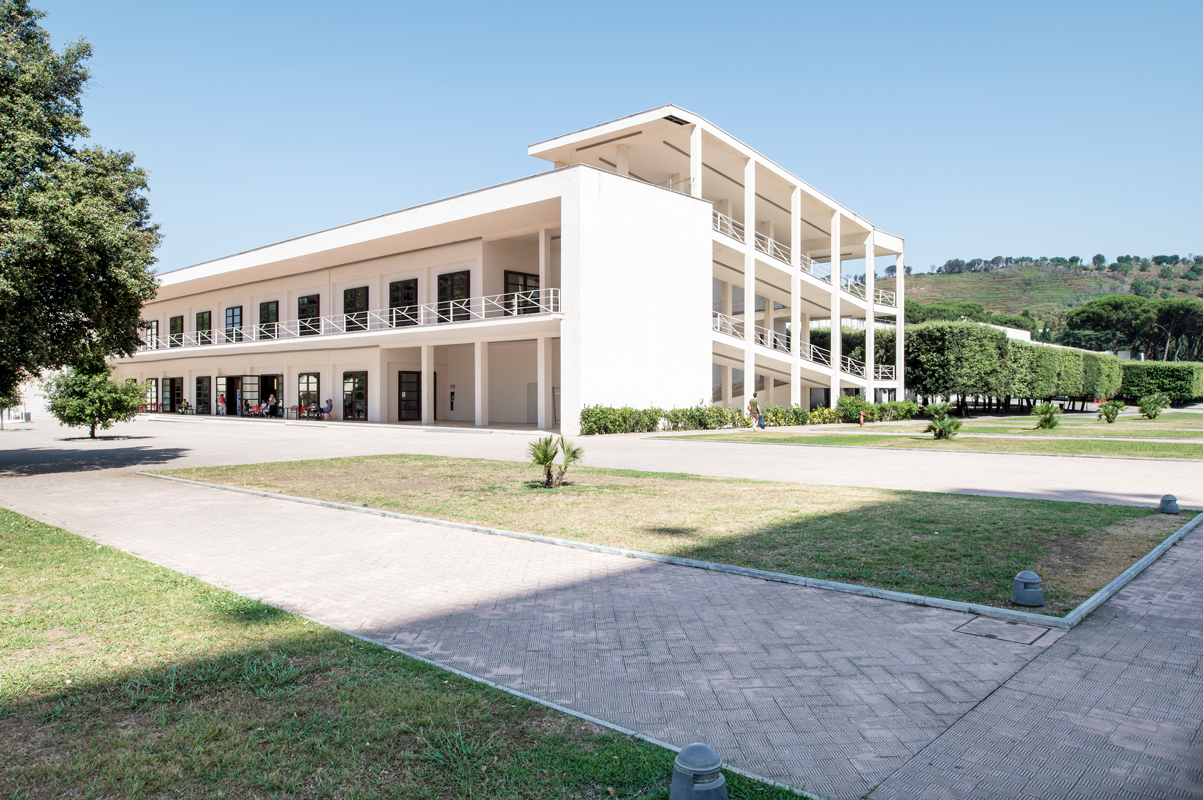
Ristorante con Piscina.

L'edificio, insieme al padiglione dell'America Latina, costituisce la testata alla Fontana dell'Esedra. Questo vincolo ha fortemente condizionato Carlo Cocchia a progettare l'edificio nel 1938 secondo uno schema asimmetrico a T caratterizzato dall'insolito accoppiamento funzionale di una piscina olimpionica con trampolino nel gambo della T e della sala ristorante in testa. Il collegamento ai vari piani è garantito da una promenade architecturale di chiara ascendenza lecorbusierana. Nel restauro del 1952, realizzato dallo stesso Cocchia, venne riconfigurata la rampa abbattendo il solaio di copertura e aperti i tompagni laterali del loggiato sul prospetto principale. Attualmente l'edificio è stato recuperato da Massimo Pica Ciamarra che ha recuperato le forme originarie dell'opera e ha adeguato l'intero edificio alle nuove richieste aggiungendo anche una piscina ipogea al di sotto di quella originale. Gli interni sono caratterizzati dalla tripartizione a gradoni della sala ristorante che consente agli spettatori, ospiti del ristorante, di poter osservare agevolmente a 180 gradi la vista sulla piscina, sull'Arena Flegrea e sulla Fontana dell'Esedra. Il pavimento è decorato da maioliche napoletane con riferimenti alla cucina mediterranea.

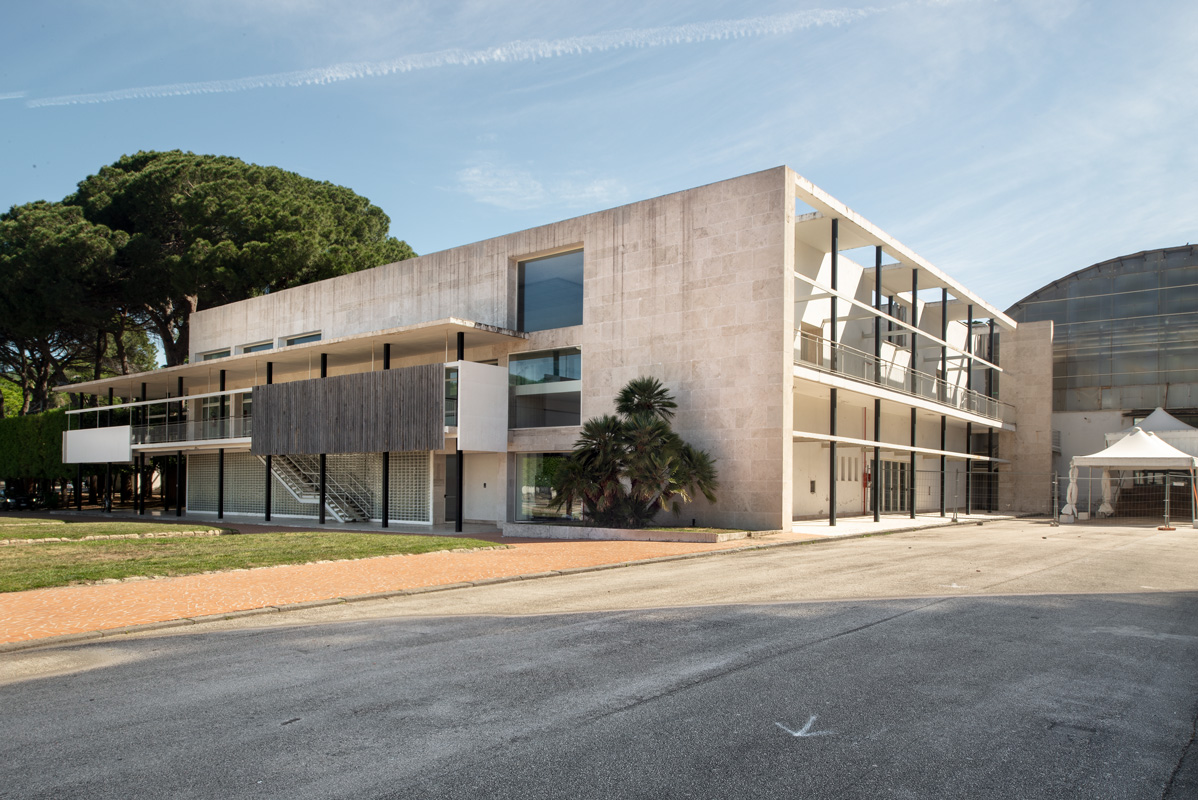
Padiglione America Latina

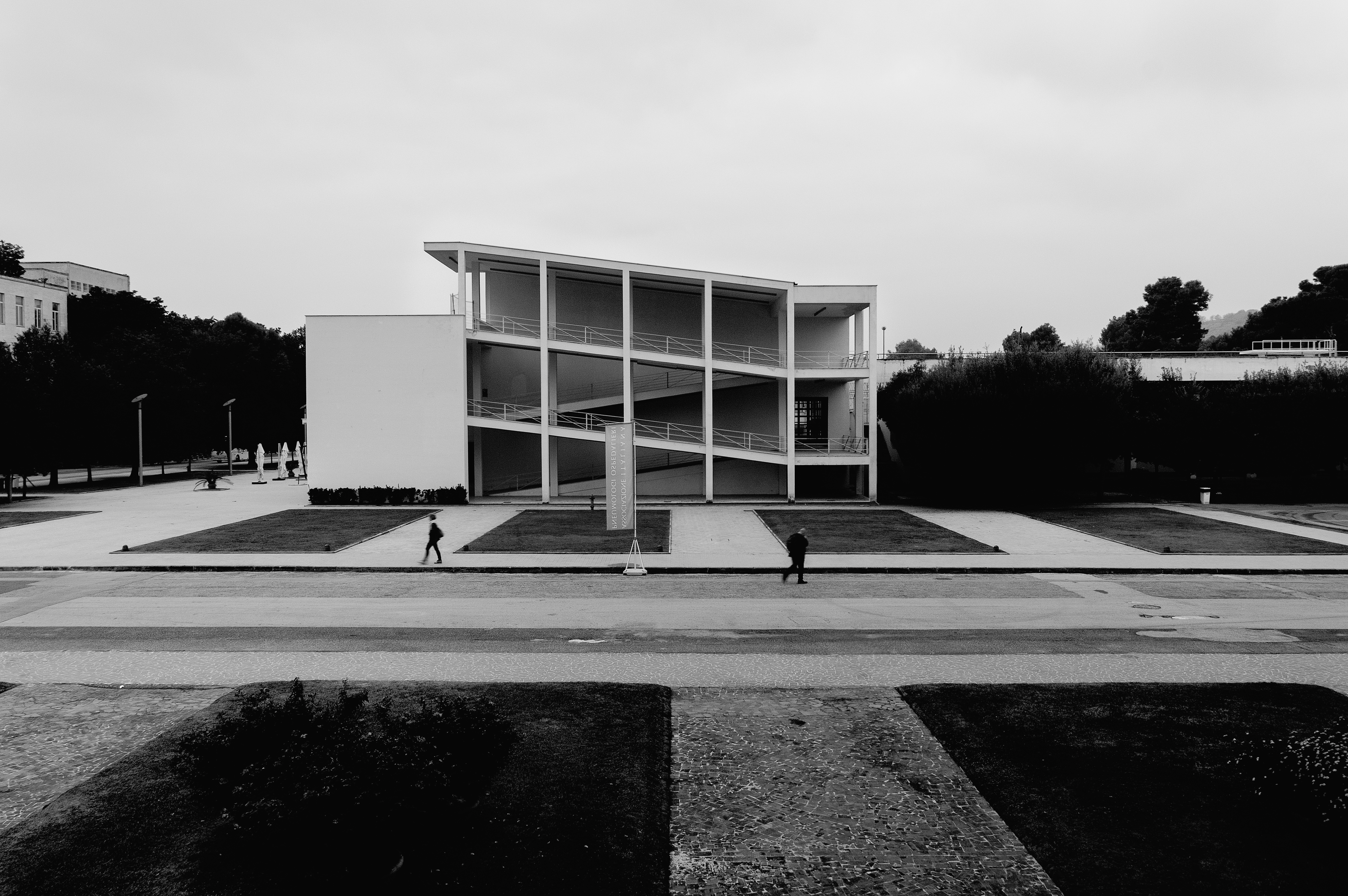
Promenade architecturale
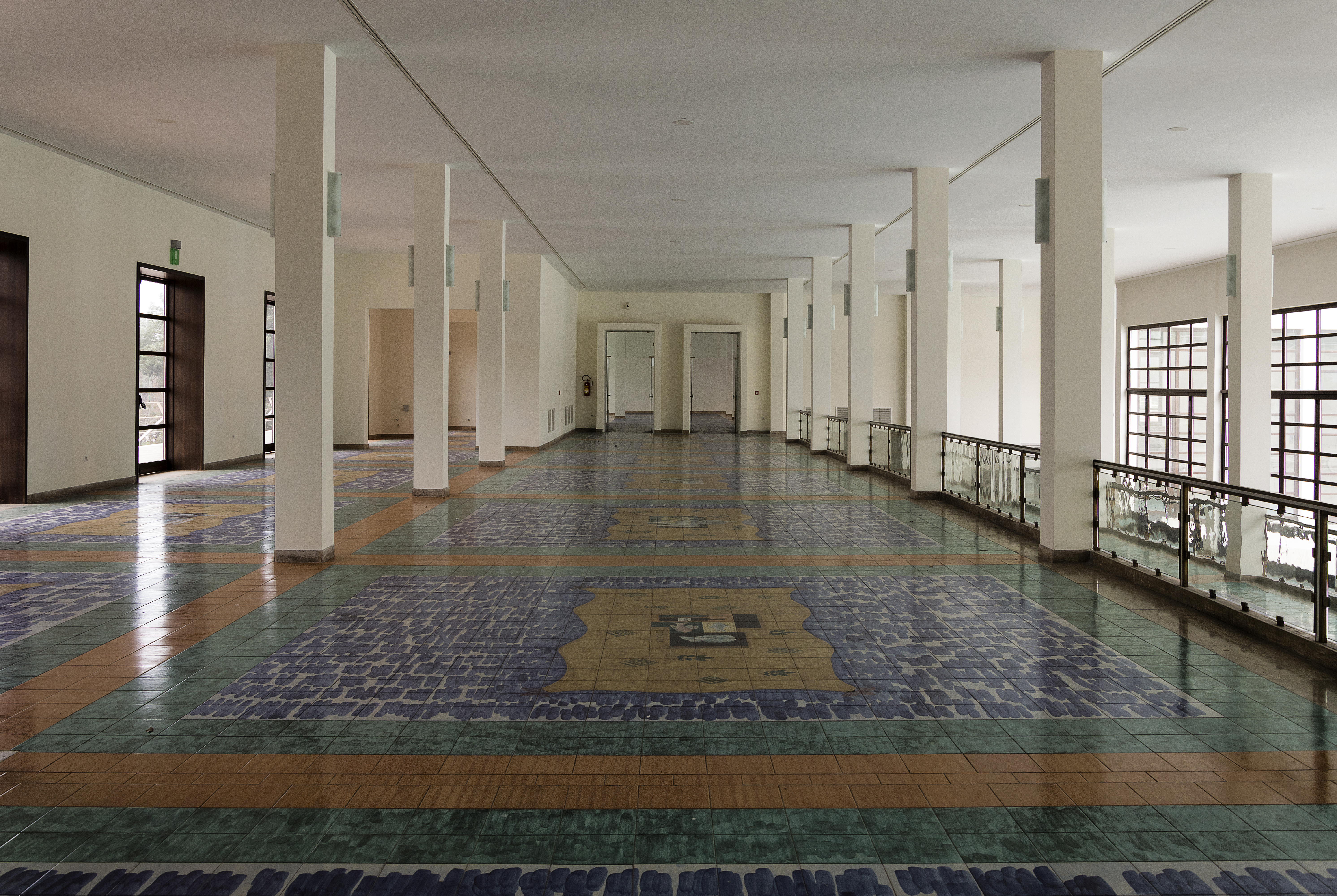
Sala Interna a gradoni e pavimenti maiolicati
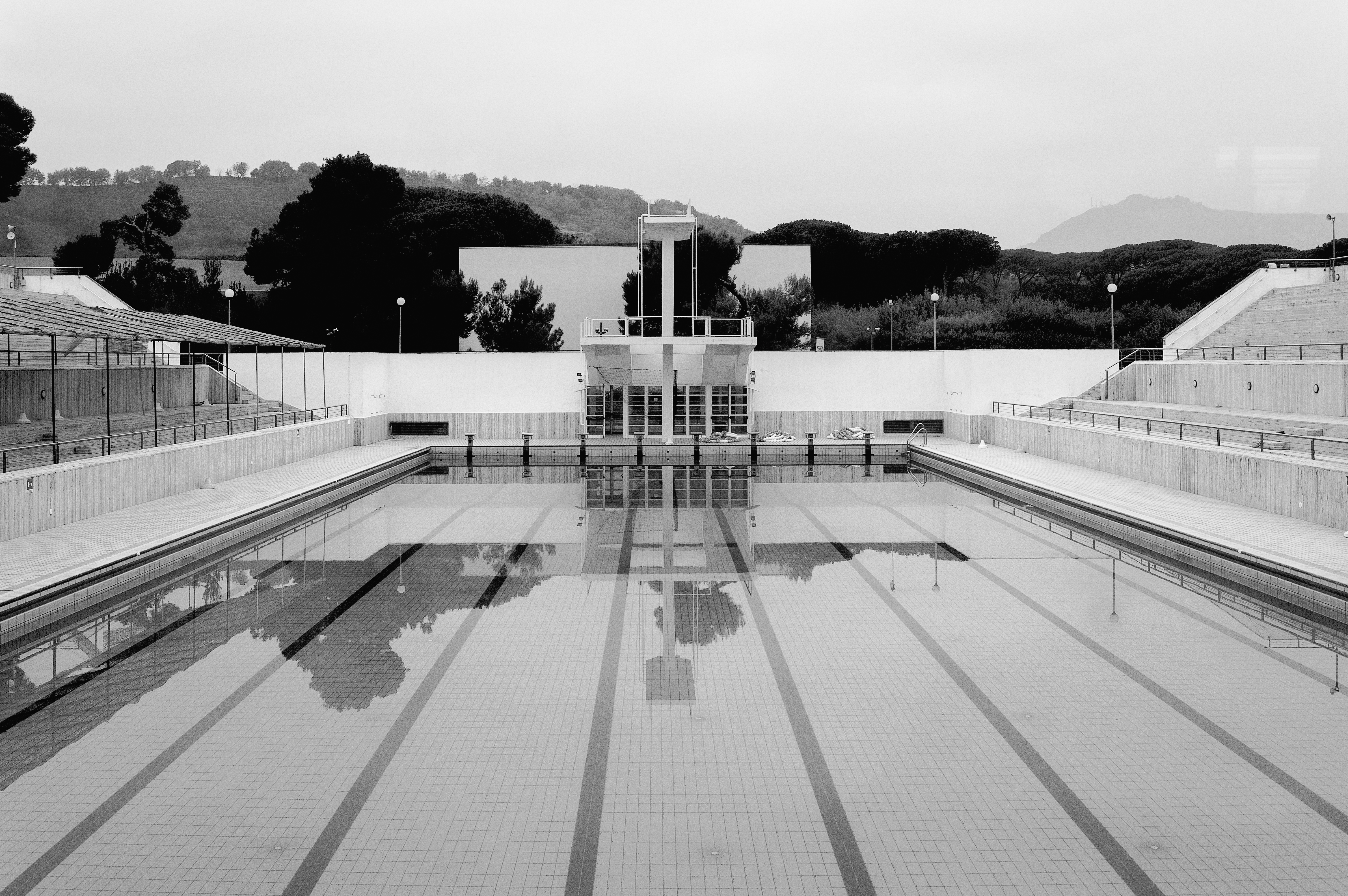
Piscina scoperta con il trampolino per i tuffi

### Padiglione America Latina (ex Padiglioni della Banca d'Italia, Credito e Assicurazioni)
Il Padiglione dell'America Latina costituisce l'altra metà della testata che conduce alla Fontana. Pensati nel 1938 da Bruno Lapadula come gruppo di padiglioni della Banca d'Italia disposti intorno ad una corte giardino. Sul prospetto che affacciava sulla fontana si trovava un quadro di Giorgio Quaroni. I padiglioni furono danneggiati dai bombardamenti bellici e successivamente restaurati per la riapertura del 1952 su progetto Michele Capobianco, Arrigo Marsiglia e Alfredo Sbriziolo. Il progetto del '52 dotò al padiglione una loggia caratterizzata da una veste razionalista di tipiche ascendenze nordiche che richiamano in particolare il neoplasticismo olandese e le esili strutture in acciaio di Ludwig Mies van der Rohe. Attualmente il padiglione è stato recuperato dallo Studio Campagnuolo e Cherubino Gambardella.

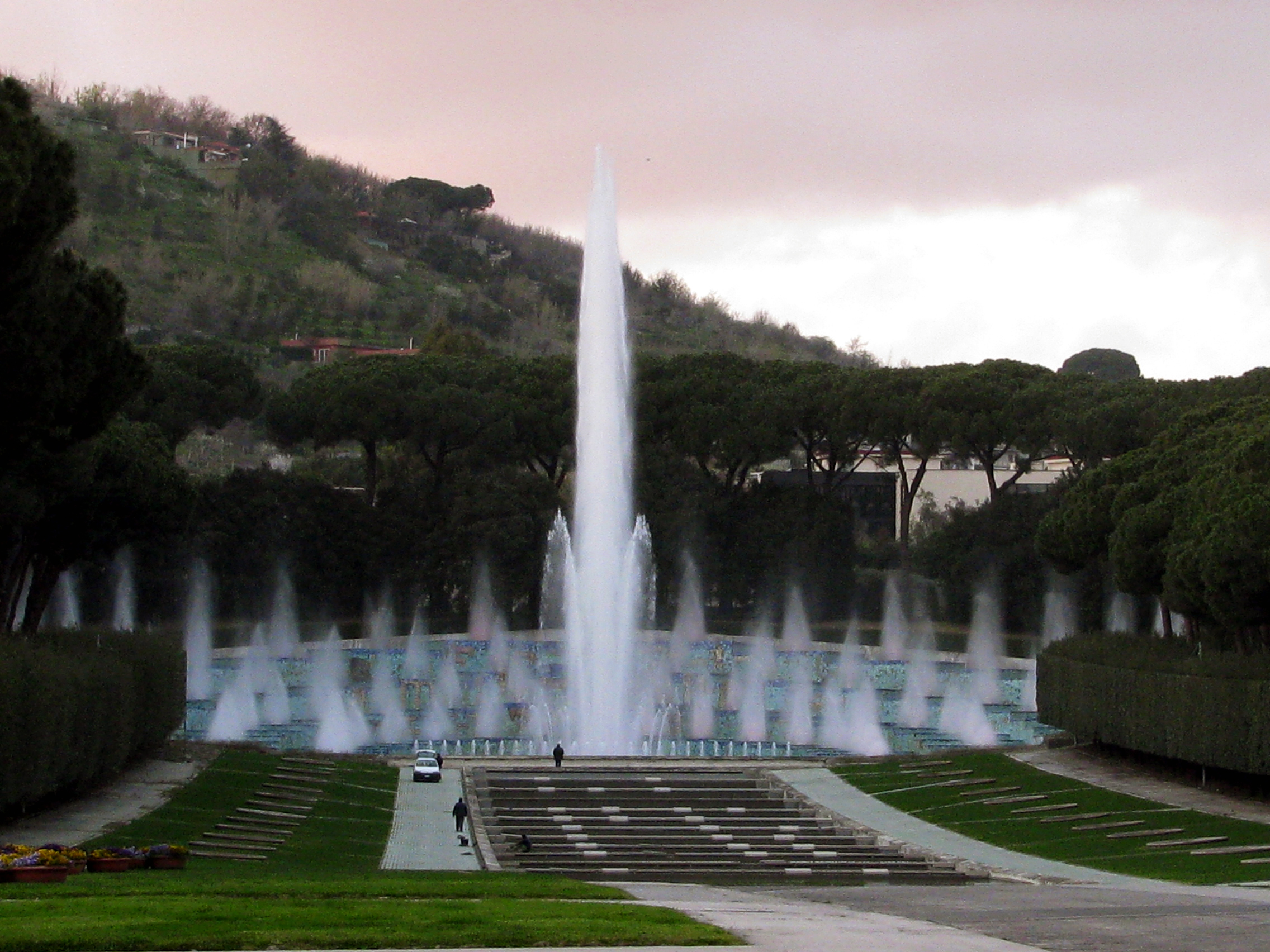
La fontana dell'Esedra

### Fontana dell'Esedra
La Fontana dell'Esedra è una delle fontane monumentali della città. Progettata da Luigi Piccinato e Carlo Cocchia nel 1938, in occasione della realizzazione del parco della Mostra, essa si ispira alle fontane monumentali del giardino settecentesco della Reggia di Caserta; la quinta scenica è affidata al Monte Sant'Angelo, un rilievo dei Campi Flegrei. La fontana è costituita da due corpi, uno rettangolare che digrada verso Piazzale Colombo caratterizzato da una sequenza di dodici vasche comunicanti fra loro, e l'altro semicircolare, detto anfiteatro delle acque, composto da quattro corone concentriche dove sono posizionati i getti. In occasione della riapertura del complesso nel 1952, l'anfiteatro delle acque fu decorato a mosaico da Giuseppe Macedonio. Ai bordi, lungo il parterre, sono ubicate ventiquattro piccole vasche che fanno da corona ai bacini principali, tutto lo spazio è racchiuso tra filari di pini. Attualmente è stata recuperata e rifunzionalizzata.

### Centro Congressi (ex Padiglione Sanità, Razza e Cultura)

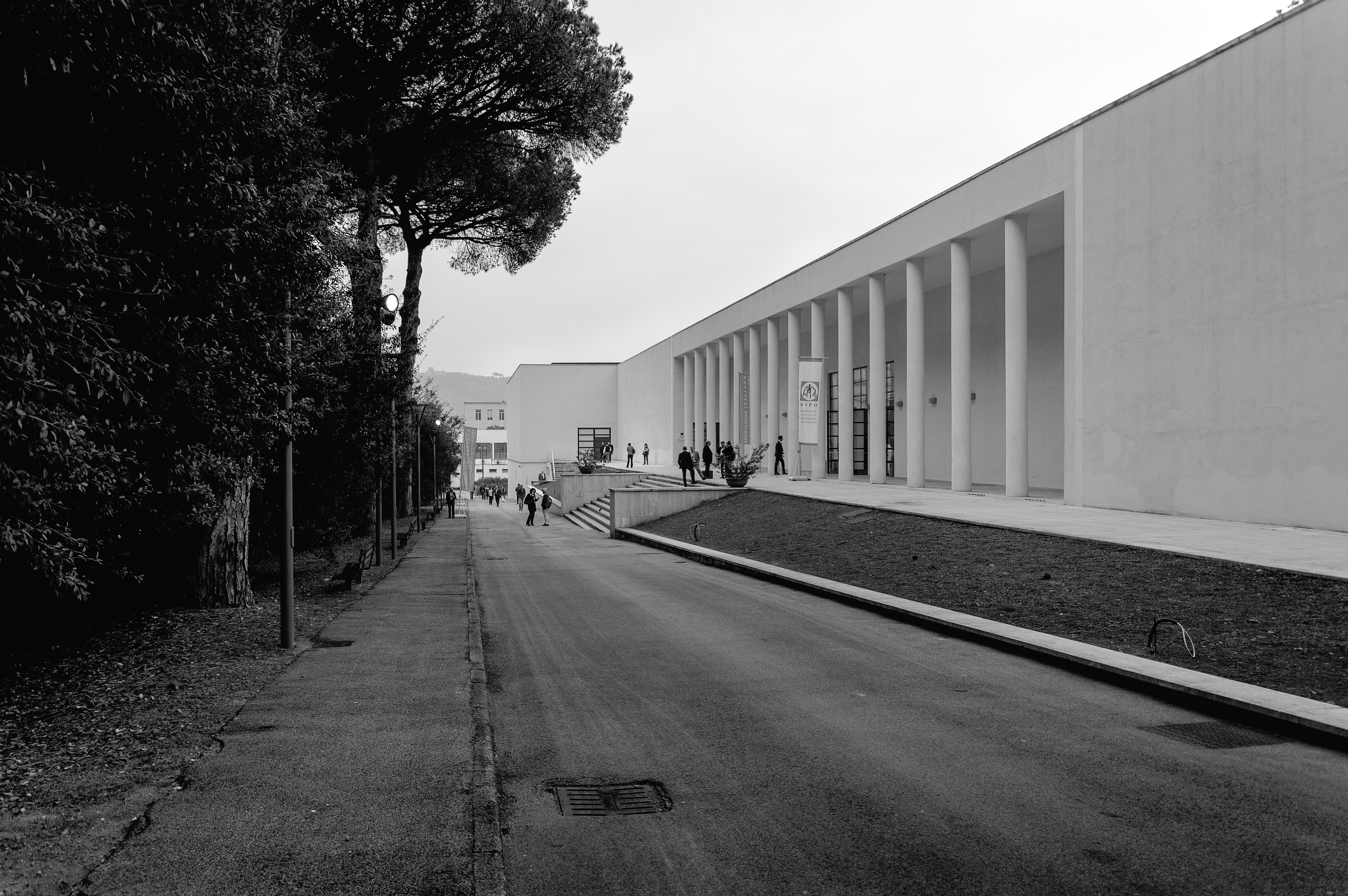
Prospetto principale del centro congressi.

Progettato nel 1938 da Ferdinando Chiaromonte, uno dei più attivi progettisti napoletani del periodo, e restaurato per la riapertura del 1952 su progetto di Delia Maione e Elena Mendia. Si caratterizza per la marcata impostazione accademica del volume, l'intenzione era quella di realizzare un edificio filtro tra le fontane e la vicina Arena Flegrea. Il prospetto, lungo circa centocinquanta metri, è dotato di un pronao di chiaro gusto classicheggiante servito da una scalinata che funge da stilobate per assorbire la forte pendenza del suolo. L'interno, a doppia altezza, è stato riorganizzato dopo gli interventi di recupero che hanno interessato diversi padiglioni del complesso. 

### Acquario tropicale

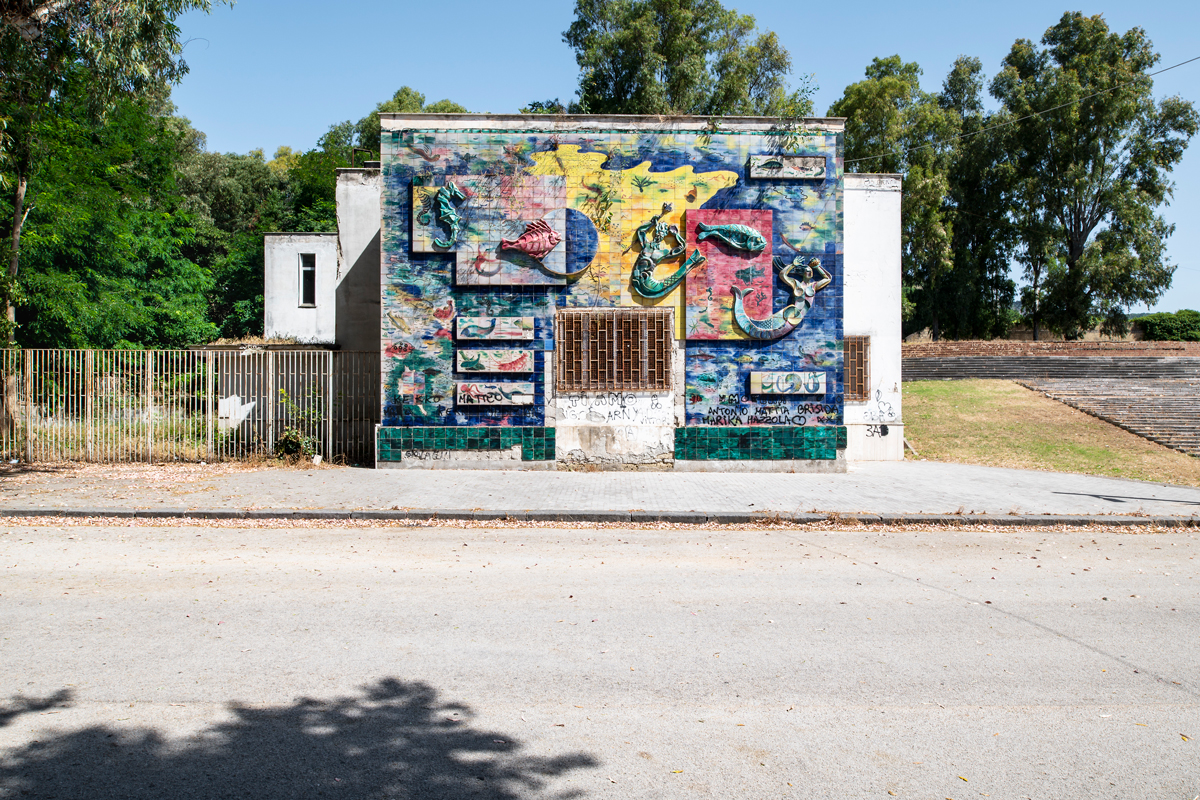
Prospetto principale decorato con la ceramica di Posillipo

Progettato nel 1938 da Carlo Cocchia, già autore del ristorante e delle serre, esso costituiva l'espansione dello storico acquario alla Riviera. Fu pensato come una delle testate dell'ingresso nord della Mostra, Cocchia dotò all'edificio una nota scultorea enfatizzata dal prospetto in ceramica dipinta con elementi tridimensionali. Effetto di assoluta novità nel panorama architettonico napoletano, la decorazione in ceramica fu affidata al ceramista Paolo Ricci, esponente della cosiddetta ceramica di Posillipo. L'interno era caratterizzato dalla razionalità dei percorsi che i visitatori dovessero svolgere. Attualmente l'edificio risulta snaturato di alcuni elementi, ad esempio l'ingresso principale è stato trasformato in una semplice finestra perdendo le scale di accesso, le ornia delle aperture in travertino, l'accesso frontale e gli infissi originari; l'attuale funzione non è più quella di acquario.

### Arena Flegrea

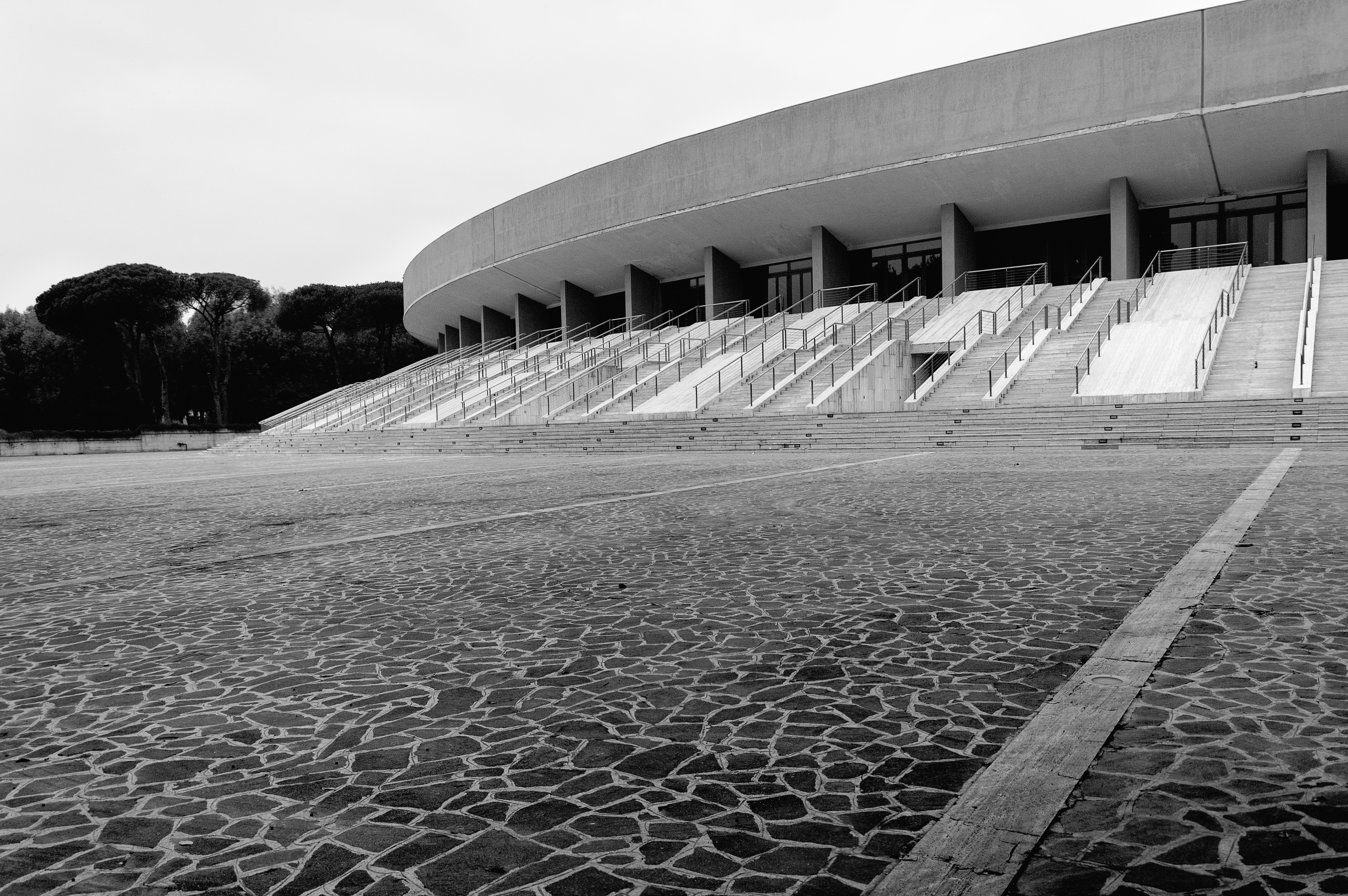
Prospetto dell'Arena

Costituisce una delle migliori opere della Mostra. Essa è la prima realizzazione stabile di un teatro aperto capace di contenere una grande massa di spettatori, circa 12.000. Riveste un ruolo determinante per l'architettura razionalista partenopea, in quanto può considerarsi la prima opera con intenti razionali. Fu progettata e realizzata tra il 1938 e il 1940, a soli ventisei anni, da Giulio De Luca che s'ispirò ai modelli architettonici dei teatri greci e romani sparsi per la Magna Grecia. De Luca seppe dare bravura delle sue capacità di progettista attento alle problematiche di un teatro aperto riuscendo a risolvere i complessi problemi di acustica e di visibilità della cavea giocando sulla sezione e sul prospetto interno creando un'interazione di pregevole interesse tra paesaggio e architettura. La struttura, nel suo complesso, è in contropendenza, questo fa sì che si annulli la lettura del suo fronte che si riduce al frontone di coronamento. La quota di accesso si solleva di otto metri e mezzo dal piano di campagna e al di sopra, un peristilio di pilotis a sostegno del lungo frontone ricurvo, lungo 114 metri, decorato da un mosaico di Nicola Fabbricatore. Dopo la Seconda Guerra Mondiale fu danneggiata, come tutte le strutture del complesso, e successivamente restaurata per l'apertura nel 1952. Nel tempo cadde nuovamente in degrado per scarsa manutenzione e per lo stato di emergenza post-sisma che ha aggravato le condizioni, si decise nel 1989, di comune accordo con il progettista, di demolire la vecchia arena e costruire una analoga con migliorie acustiche e visive. La nuova arena, scarna del mosaico sul prospetto, fu inaugurata nel 2001 con un concerto di Bob Dylan. Nel 2015, con un affitto di 50.000 euro all'anno e una percentuale sugli incassi, l'imprenditore Floro Flores si aggiudicò la gestione dell'Arena Flegrea per dodici anni. A seguito di profondi lavori di ristrutturazione, dall'estate successiva ospita la rassegna Noisy Naples Fest che, per l'edizione 2018, ha portato in concerto a Napoli, tra gli altri, artisti internazionali del calibro di Noel Gallagher con i Noel Gallagher's High Flying Birds e Sting.

#### Concerti
- Massive Attack (6 giugno 2003, 8 luglio 2003, 17 luglio 2008, 27 luglio 2016, 22 giugno 2025)
- 99 Posse (10 settembre 2022, 17 giugno 2023, 12 luglio 2024)
- Almamegretta (17 luglio 2008, 30 giugno 2022, 12 settembre 2025)
- Ennio Morricone (26-27 luglio 2003, 30 giugno 2007)
- Mark Knopfler (14 giugno 2005, 24 luglio 2013)
- Franco Battiato (29 luglio 2007, 23 luglio 2012)
- Bob Dylan (26 luglio 2001)
- Peter Gabriel (7 luglio 2004)
- Patti Smith (18 aprile 2005)
- Kraftwerk (7 luglio 2005, in apertura Kasabian)
- Nick Cave (8 luglio 2005)
- Santana, Iggy and The Stooges (15 luglio 2006)
- Negramaro (12 luglio 2007)
- Litfiba (19 luglio 2010)
- Robert Plant (22 luglio 2016)
- LP (1 Agosto 2017)
- Noel Gallagher's High Flying Birds (21 giugno 2018)
- Sting & Shaggy (30 luglio 2018)
- Achille Lauro (18 luglio 2022)
- Antonello Venditti & Francesco De Gregori (29 luglio 2022)
- OneRepublic (12 luglio 2023)
- Diodato (26 luglio 2023)
- Thirty Seconds to Mars (6 luglio 2025)
- Europe (11 settembre 2025)

### Padiglione dell'Albania

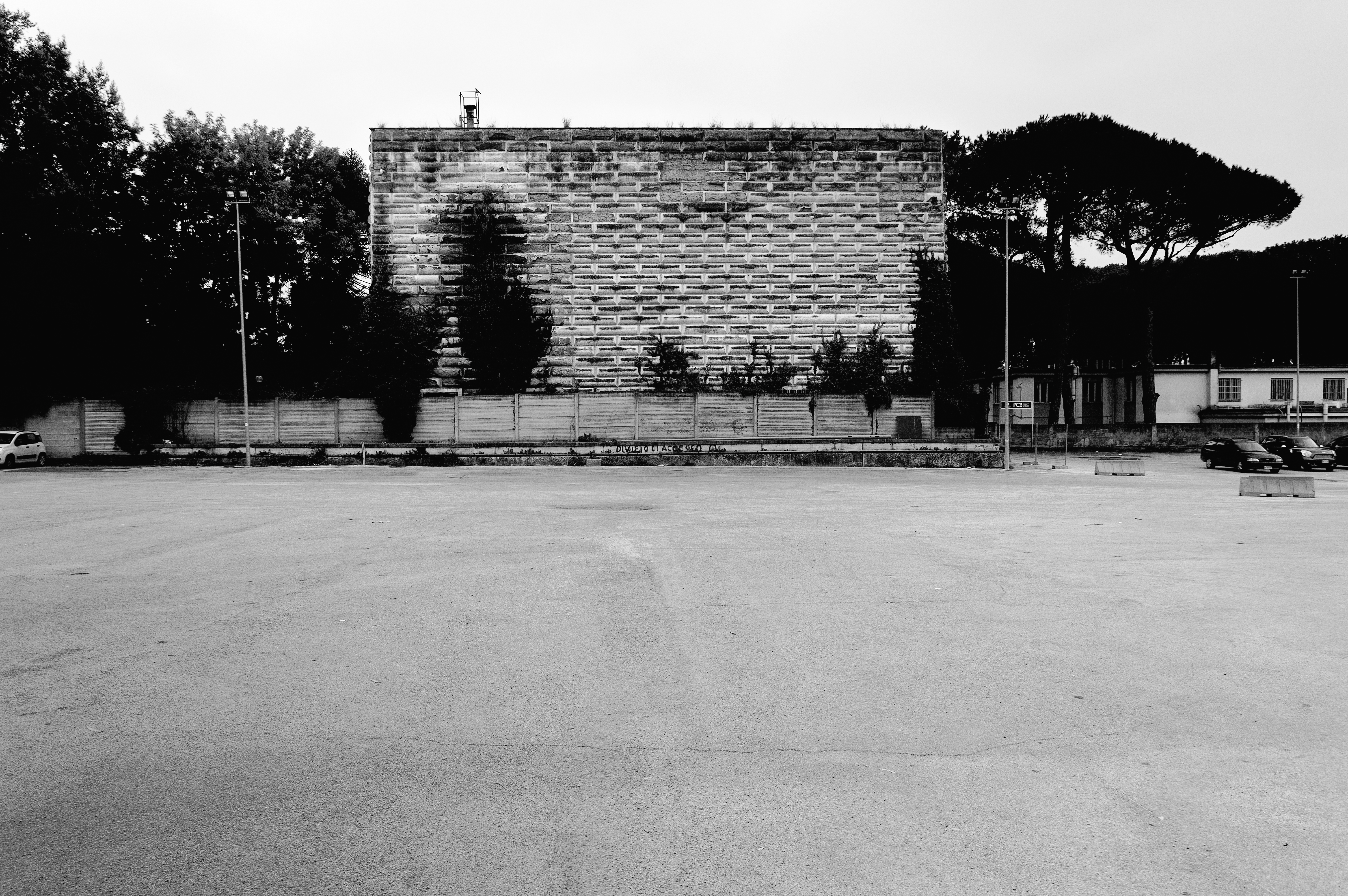
Prospetto laterale bugnato

Progettato nel 1938 dagli architetti Gherardo Bosio e Nicolò Berardi, si caratterizza per un'architettura che s'ispira alla casa fortezza albanese. Il prospetto, oggi manomesso, fu concepito come fronte bugnato bidimensionale che fa da cornice all'inserimento dell'elemento centrale pilastrato a tre livelli che ospita il loggiato e il porticato. Il padiglione fu recuperato nel 1952 con l'allestimento interno curato da Luigi Cosenza. Attualmente è in disuso ed è aggredito dalla vegetazione cresciuta selvaggiamente tanto da impedire l'accesso e ne ha favorito un'accelerazione del degrado del padiglione.

### Chiesa di Santa Maria Francesca Saverio Cabrini (ex Padiglione della Civiltà cristiana in Africa)

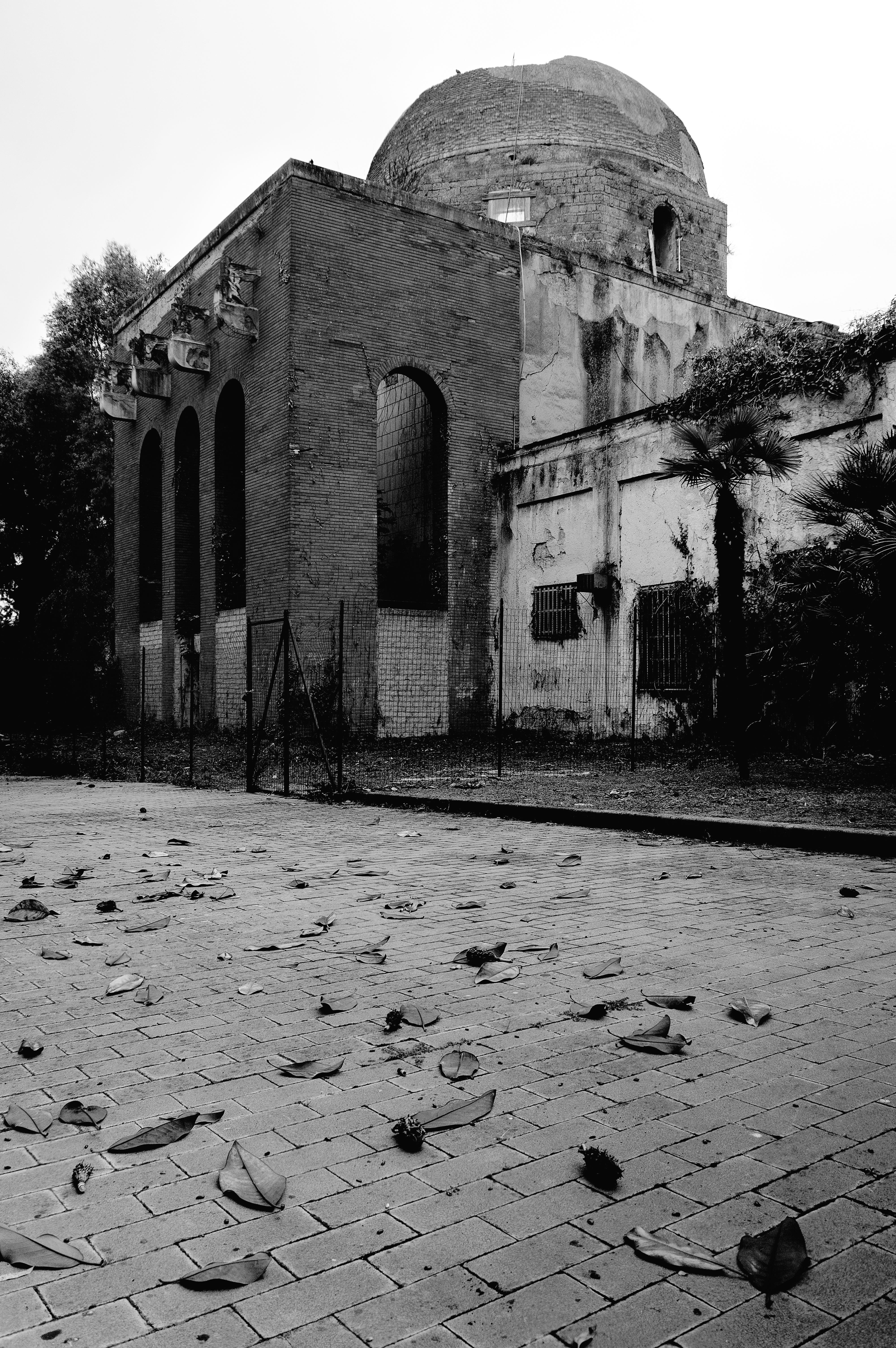
Scorcio della chiesa, in degrado

È una delle poche opere realizzate da Roberto Pane come architetto. Coevo agli altri padiglioni, fu pensato come spazio che rappresentasse l'evangelizzazione delle colonie italiane caratterizzandosi per l'impostazione planimetrica di derivazione basilicale. Dopo la guerra fu trasformata stabilmente in chiesa proprio per questa caratteristica architettonica. Il prospetto è caratterizzato da un pronao aperto ad archi rivestiti di laterizi e da statue che poggiano su mensole di calcestruzzo armato  che rappresentano i quattro apostoli.

### ,Padiglione Rodi

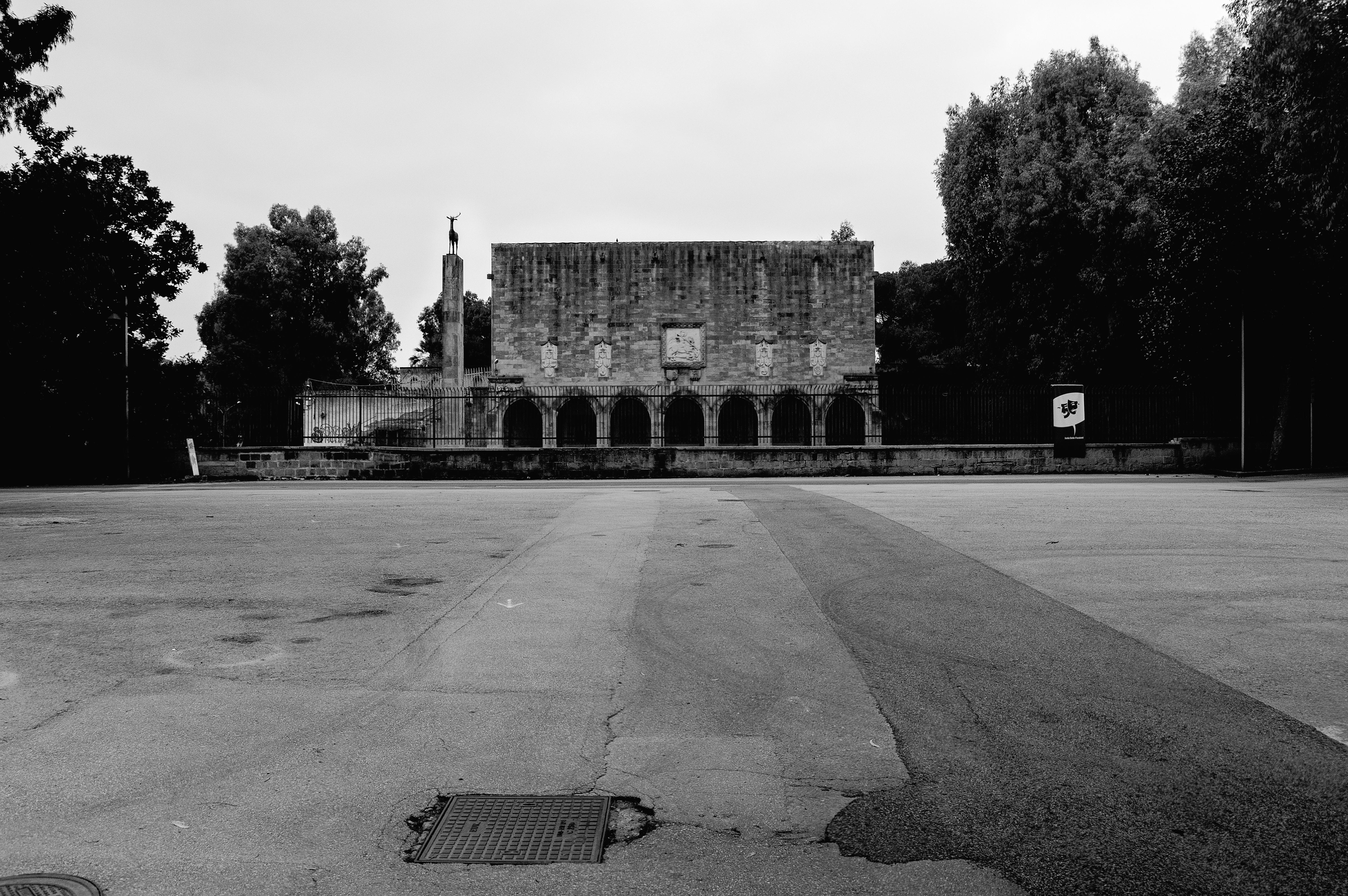
Padiglione Rodi

Progettato da Giovan Battista Ceas nel 1938, si tratta di un padiglione costruito ispirandosi agli alberghi medioevali dell'Ordine di Malta. Il prospetto è ornato da bassorilievi e lungo il lato sinistro si erge un pilastro che sostiene la statua di un cervo, simbolo di Rodi. Il padiglione versa in uno stato di fatiscenza ed è interdetto l'accesso.

### Cubo d'Oro

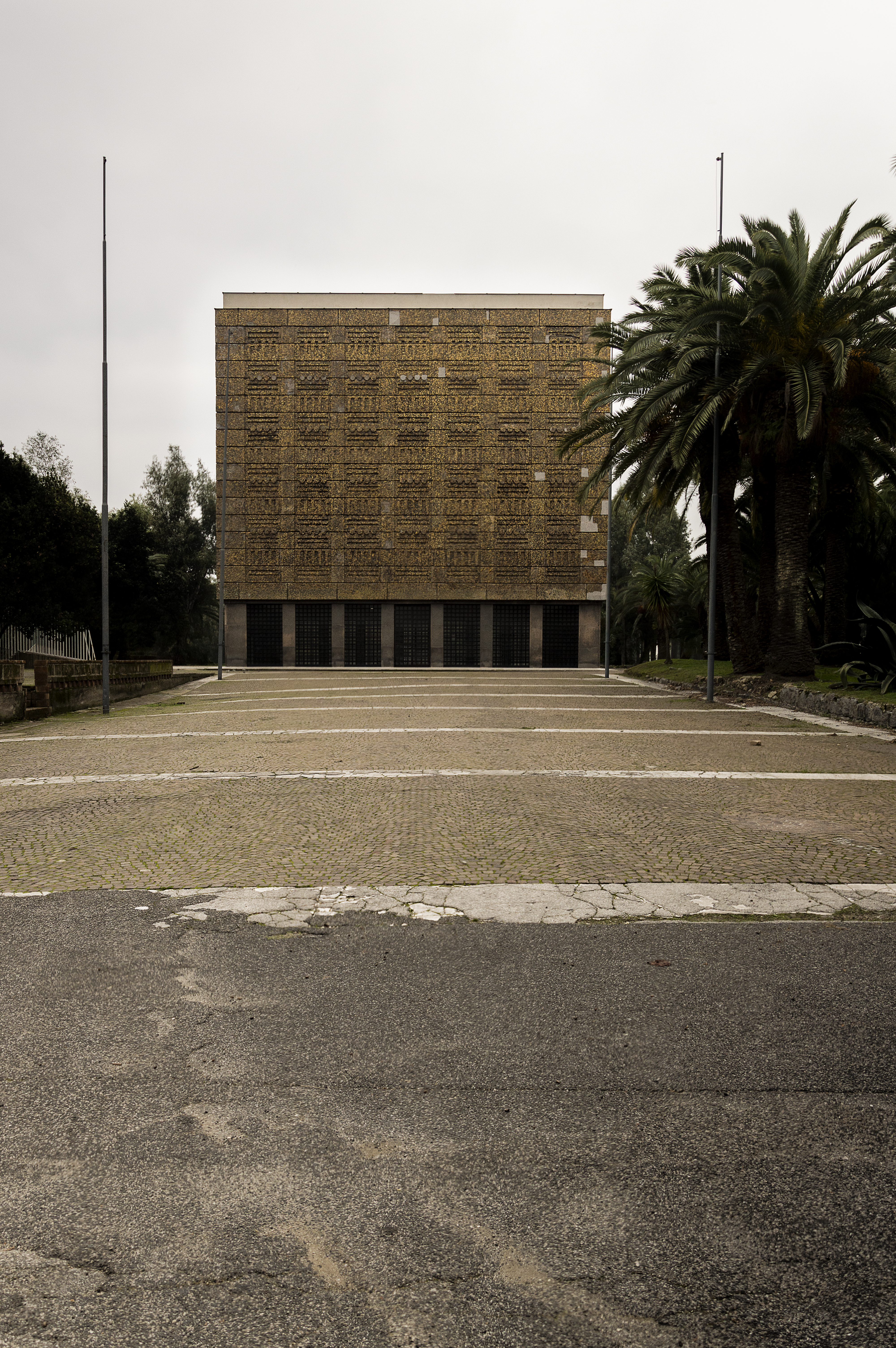
Cubo d'Oro

È il risultato di un concorso nazionale vinto da tre architetti: Mario Zanetti, Luigi Racheli e Paolo Zella Melillo nel 1938. Il vasto complesso espositivo, addetto alla rappresentazione del più vasto possedimento d'oltremare, comprendeva: il Salone dell'Impero; sette padiglioni minori, andati persi successivamente; un villaggio indigeno dove furono riprodotti: il Bagno di Fasilide; una chiesetta copta e altri elementi tipici dei villaggi abissini, comprensivi di indigeni che lavoravano oggetti artigianali. Il Cubo d'Oro è un blocco architettonico-scultoreo che racchiude uno spazio pressoché cubico con affreschi di Giovanni Brancaccio che raffigurano le gesta del regime in Africa Orientale; il pavimento interno è in marmo di Carrara e al centro ospitava un globo terrestre, oggi scomparso. Il volume, esternamente, è sostenuto da una fascia pilastrata rivestita in pietrarsa vesuviana che ha la funzione di basamento alla composizione a mosaico ispirate alle architetture di Axum. Il padiglione è stato recuperato da Cherubino Gambardella in tempi recenti.

### Padiglione dell'America del Nord (ex Padiglione della Libia)

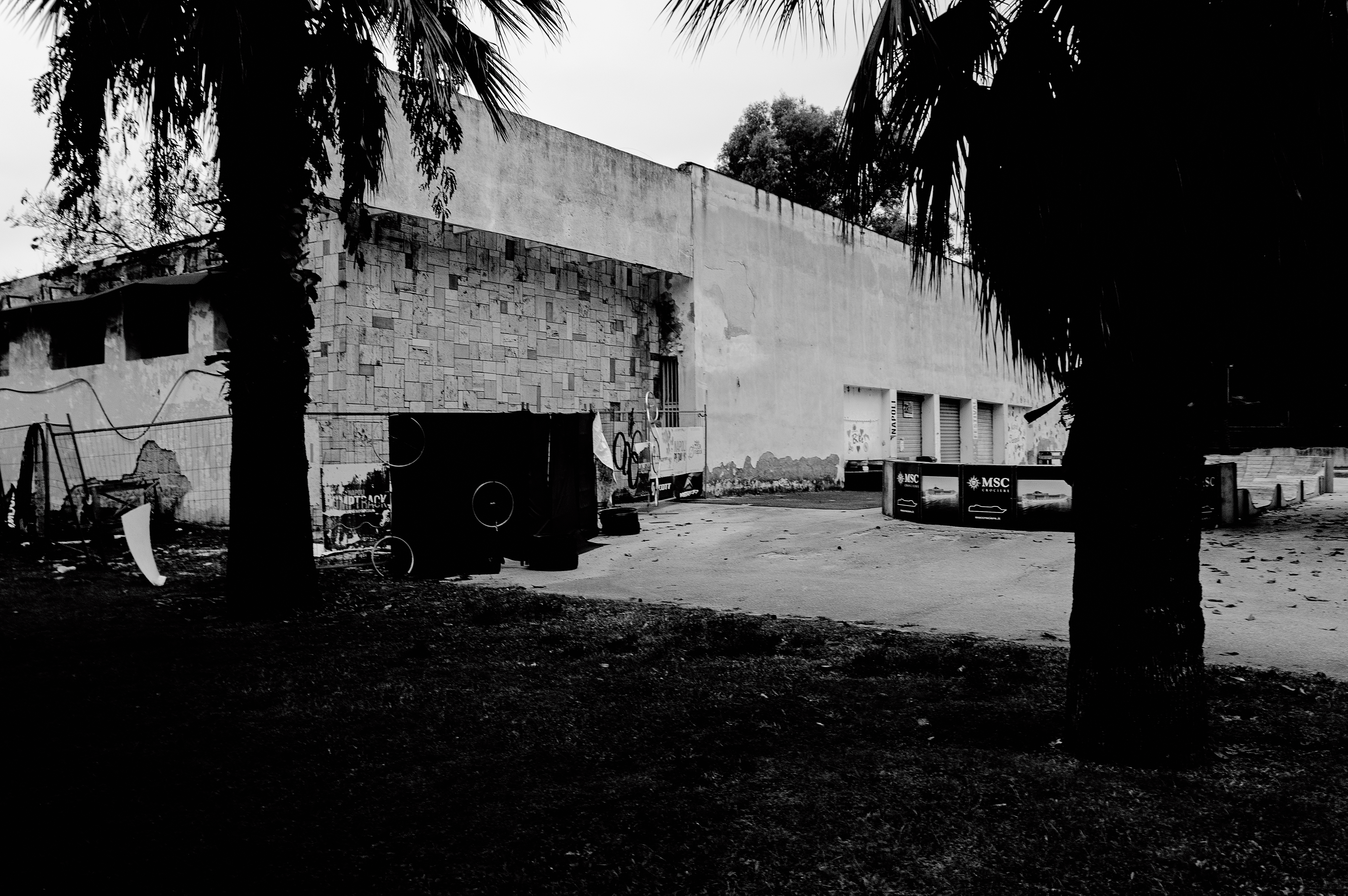
Padiglione Nord America

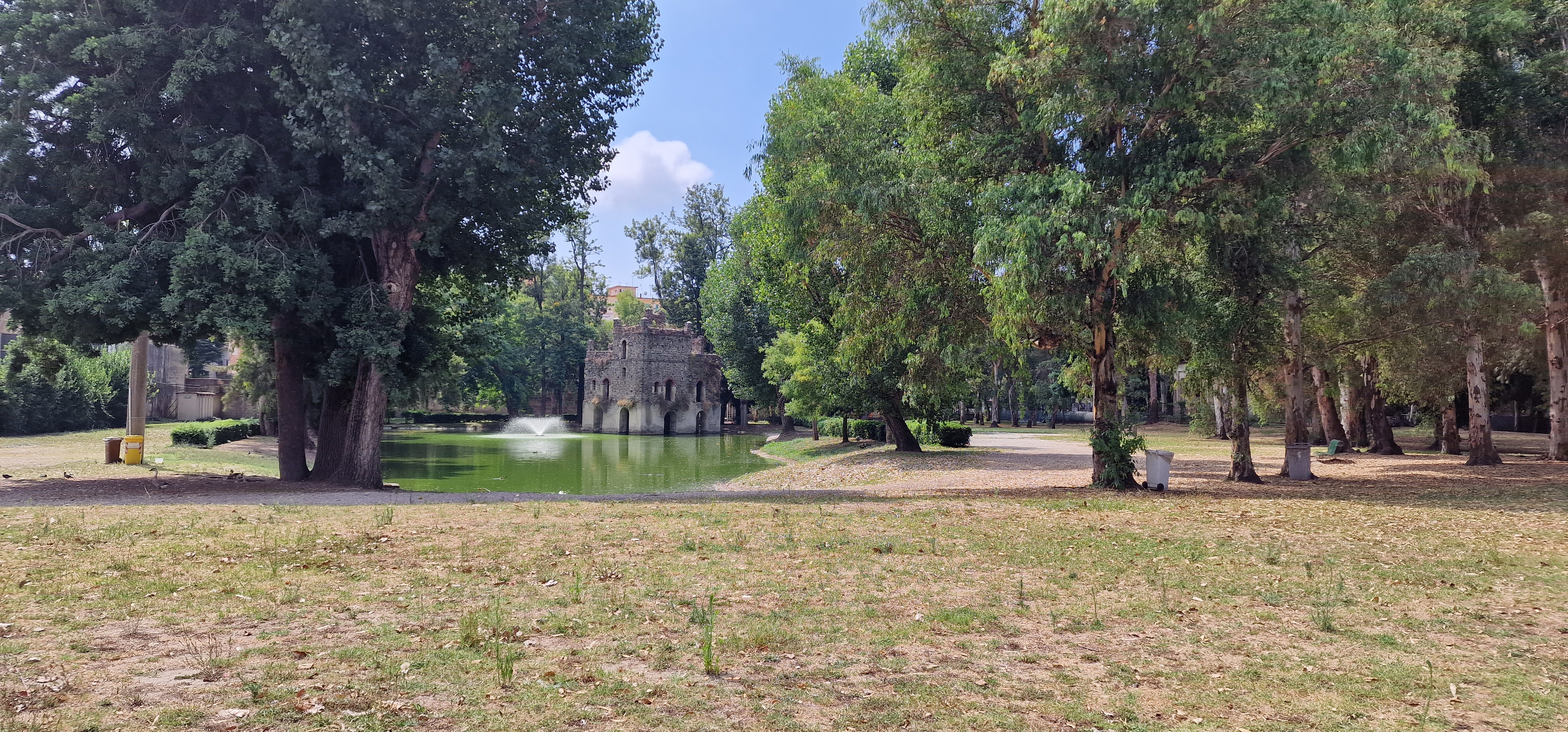
Laghetto Fasilides

Progettato nel 1938 da Florestano Di Fausto, si proponeva come una sorta di insediamento articolato intorno ad uno spazio centrale che riproponeva le condizioni paesistiche della Libia attraverso la piantumazione di essenze esotiche, tra queste le Phoenix dactylifera note come palme da datteri. Fu ristrutturato nel 1952 da Carlo Cocchia e da Matteo Corbi che donarono all'edificio una veste razionalista. Oggi versa in stato di degrado.